# Rhondia maculithorax
Rhondia maculithorax là một loài bọ cánh cứng trong họ Cerambycidae.